# Carol (brano musicale)
Carol è un brano musicale scritto da Chuck Berry e pubblicato nel 1958 dalla Chess Records nel singolo Carol/Hey Pedro. Ne fu realizzata una cover dai Beatles nel 1964 e pubblicata nell'album del 1994 Live at the BBC. Anche i Rolling Stones ne incisero una loro versione pubblicata nel loro album d'esordio del 1964.

## Musicisti
- Chuck Berry: voce, chitarra
- G. Smith: basso elettrico
- Johnnie Johnson: pianoforte
- Ebby Hardy: batteria

## Cover
Di seguito sono riportati altri artisti che hanno inciso il brano di Chuck Berry.
- Rolling Stones
- Charlie Daniels
- The Flamin' Groovies
- Peter Gammons
- The Groovie Ghoulies
- The Milkshakes
- Jim Miller
- Tommy Roe
- Doug Sahm
- Status Quo
- Sonny Vincent
- Backbeat Band
- Tom Petty & the Heartbreakers